# تپه بایم (بادام)
تپه بایم (بادام) مربوط به دوران پیش از تاریخ ایران باستان - است و در شهرستان قروه، بخش چهاردولی، روستای جداقایه واقع شده و این اثر در تاریخ ۲۵ اسفند ۱۳۷۹ با شمارهٔ ثبت ۳۵۸۳ به‌عنوان یکی از آثار ملی ایران به ثبت رسیده است.